# Elecciones parciales de Mayotte de 1977
Elecciones legislativas parciales tuvieron lugar en Mayotte el 13 de marzo de 1977. El territorio eligió un solo escaño, obtenido por Youssouf Bamana del Movimiento Popular de Mahoré, que se postuló sin competencia.

## Resultados
| Candidato                           | Partido                             | Votos  | %    |
| ----------------------------------- | ----------------------------------- | ------ | ---- |
| Youssouf Bamana                     | Movimiento Popular de Mahoré        | 14 868 | 100  |
| Votos en blanco/nulos               | Votos en blanco/nulos               | 392    | –    |
| Total                               | Total                               | 15 260 | 100  |
| Electores registrados/participación | Electores registrados/participación | 18 148 | 84,1 |
| Fuente: Sternberger et al.          |                                     |        |      |